# Glucagon
Le glucagon est une hormone hyperglycémiante (qui provoque une augmentation de la quantité de glucose dans le sang) sécrétée par les cellules α2 (ou cellules A) des îlots de Langerhans du pancréas, et qui agit principalement sur le foie en provoquant une glycogénolyse. Il possède des propriétés antagonistes de l'insuline, qui est hypoglycémiante.

## Découverte
L'existence du glucagon est postulée pour la première fois en 1923 par Charles Kimball et John Murlin, à l'université de Rochester. Mais ce n'est que trente ans plus tard, en 1953, qu'Alfred Staub et ses collaborateurs parviennent à l'isoler et à décrire sa séquence en acides aminés. Il faut encore patienter jusque dans les années 1970 pour que soit parfaitement établi le rôle du glucagon en ce qui concerne la physiologie et la pathologie.

## Structure et production

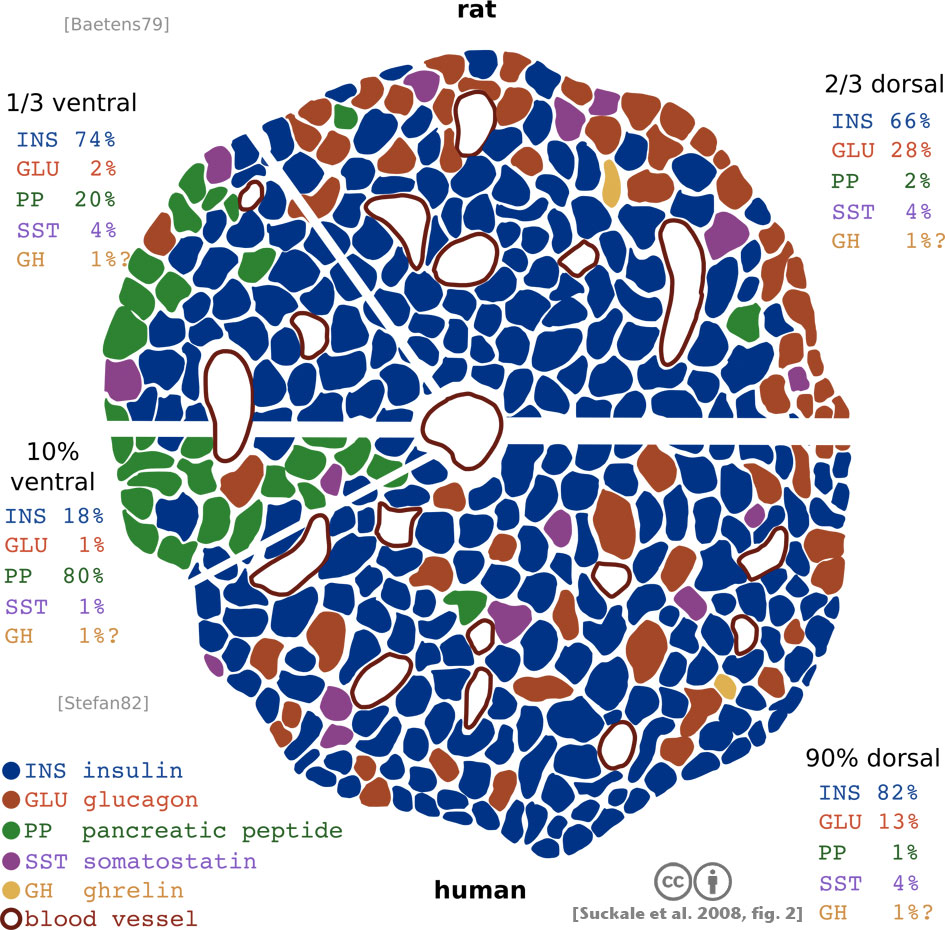
Schéma de la composition cellulaire des ilôts pancréatiques du rat et de l'homme, avec une fraction du pancréas dorsal et ventral ainsi que l'insuline et le glucagon.

Du point de vue physiologique, le glucagon est une hormone et, du point de vue chimique, c'est un polypeptide. On parle donc d'hormone peptidique.
Dans l'espèce humaine, il est composé de vingt-neuf acides aminés organisés selon la séquence suivante :
Son poids moléculaire est de 3 485 Da, ce qui est relativement faible. Il est sécrété par les cellules α situées à la périphérie des îlots de Langerhans, dans le pancréas.
Il n'est produit par ces cellules que lorsque le taux de glucose dans le sang, également appelé glycémie, vient à fléchir de manière significative.

## Actions

### Action sur la glycémie
L'action du glucagon tend à ramener la glycémie vers sa valeur physiologique en utilisant ses propriétés hyperglycémiantes. Le glucagon a principalement pour cible les cellules hépatiques, mais également les cellules rénales. Il pourrait avoir une action au niveau des tissus adipeux et de certains muscles comme les muscles lisses,. L'hormone rejoint le foie par les vaisseaux sanguins et gagne les récepteurs spécifiques des cellules hépatiques pour transmettre son message. Il induit la glycogénolyse du foie. Le glucose ainsi obtenu est libéré dans le sang et la glycémie est corrigée. Une hypoglycémie prolongée stimule également la néoglucogenèse (gluconéogenèse) dans le foie.

### Action sur le métabolisme lipidique
Le glucagon et l'adrénaline favorisent l'hydrolyse des triglycérides en libérant du glycérol et des acides gras.

### Autres actions
D'autres propriétés du glucagon sont en cours de caractérisation.
Il stimule la sécrétion de l'insuline (laquelle est pourtant son antagoniste), via la voie de l'AMPc.
Le glucagon semble avoir un rôle important dans le métabolisme des acides aminés : il favorise l'élimination des déchets azotés de la néoglucogenèse à partir des acides aminés, en activant le cycle de l'urée puis la clairance rénale de l'urée par augmentation du débit de filtration glomérulaire. De fait, les acides aminés semblent avoir un rôle majeur dans la régulation de la sécrétion du glucagon.
Le glucagon a aussi des effets cérébraux : augmente la satiété, augmente la dépense énergétique, et paradoxalement la perfusion de glucagon dans l'hypothalamus ventro-médian inhibe la production de glucose par le foie.

## Pathologies

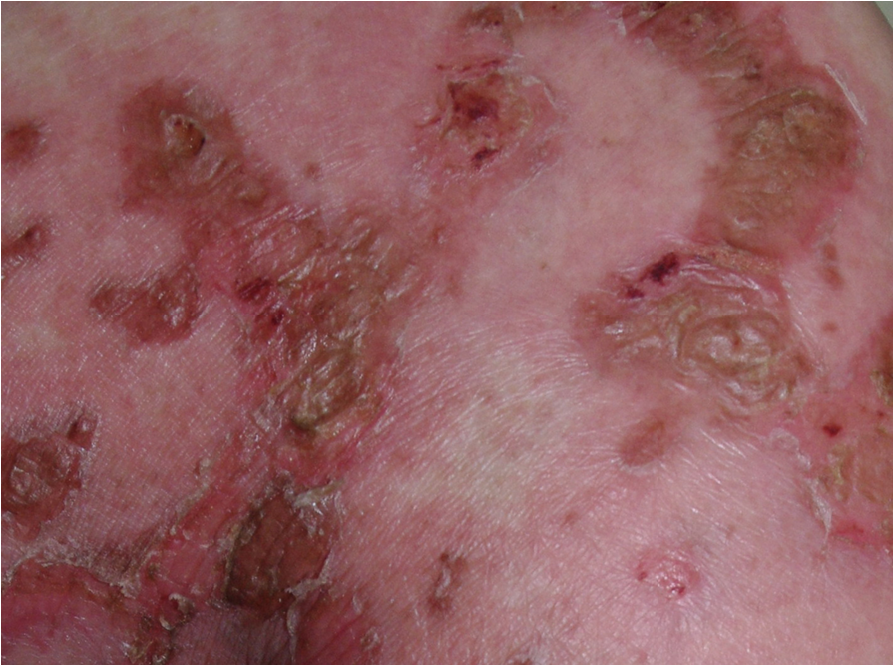
Érythème nécrolytique migrateur : plaques érythémateuses bien délimitées, avec vésicules fragiles, sur la région fessière.

- Il existe une tumeur endocrine maligne du pancréas qui aboutit à la production en excès de glucagon dans l'organisme, c'est une tumeur très rare et d'évolution lente, associée à un syndrome dit « glucagonomie » (ou « glucagonome »).

Outre les manifestations dues localement à la tumeur, les manifestations cliniques sont essentiellement cutanées et paraissent dues à la carence en acides aminés. Les troubles de la glucorégulation sont fréquents, mais un diabète franc n'est observé que dans 30 % des cas.

## Analogue du glucagon-like peptide-1
Les analogues du Glucagon-Like Peptide-1 sont des médicaments visant à imiter l'action des incrétines, à savoir augmenter la sécrétion endogène d'insuline et diminuer la sécrétion de glucagon. Leur action thérapeutique réside dans le fait que l'exenatide, le liraglutide et le dulaglutide ne sont pas dégradés aussi rapidement par la dipeptidylpeptidase-4 que le Glucagon-Like Peptide-1 physiologique. De ce fait, l'action hypoglycémiante est prolongée.
| DCI         | Nom de spécialité       | Laboratoires Pharmaceutiques |
| ----------- | ----------------------- | ---------------------------- |
| liraglutide | VICTOZASAXENDA          | Novo Nordisk                 |
| exenatide   | BYETTA                  | AstraZeneca                  |
| dulaglutide | TRULICITY               | Lilly                        |
| semaglutide | OZEMPIC WEGOVY RYBELSUS | Novo Nordisk                 |
| tirzepatide | MOUNJARO                | Lilly                        |

## Divers
Le glucagon fait partie de la liste des médicaments essentiels de l'Organisation mondiale de la santé (liste mise à jour en avril 2013).